# Эдвардс, Том (1999)
Томас Адам Эдвардс (англ. Thomas Adam Edwards; 22 января 1999, Стаффорд, Англия) — английский футболист, защитник клуба «Сток Сити», выступающий на правах аренды за клуб «Хаддерсфилд Таун».

## Биография
Эдвардс родился в Стаффорде, где ходил в католическую школу Уильяма Говарда. С 8 лет находился в академии «Сток Сити», в составе которой дважды признавался лучшим игроком команды до 18 лет. В сентябре 2017 года подписал с клубом четырёхлетний контракт, после чего присоединился к первой команде. 14 октября дебютировал за клуб в Премьер-лиге матчем с «Манчестер Сити», в котором получил травму и был заменён Рамаданом Собхи на 53-й минуте. Та встреча завершилась поражением с разгромным счётом — 2:7. 23 декабря 2017 года в домашнем матче против «Вест Бромвич Альбион» был признан лучшим игроком матча, а его команда одержала победу со счётом 3:1. В феврале 2018 года подписал новый 4,5-летний контракт с клубом. 22 апреля 2019 года в матче против «Норвич Сити», завершившемся ничьей 2:2, забил свой первый гол за «Сток Сити». В октябре 2019 года подписал с клубом новый 4,5-летний контракт.
В октябре 2020 года Эдвардс отправился в аренду в клуб Лиги один «Флитвуд Таун» на сезон. Сыграл за «Флитвуд» 12 матчей, прежде чем был отозван «Стоком» в январе 2021 года.
27 января 2021 года Эдвардс был взят в аренду клубом MLS «Нью-Йорк Ред Буллз» до конца года. В американской лиге дебютировал 15 мая в матче против «Филадельфия Юнион», проигранном с счётом 0:1. По окончании сезона MLS 2021 Эдвардс вернулся в «Сток Сити», но 17 февраля 2022 года он был вновь арендован «Нью-Йорк Ред Буллз» на сезон MLS 2022. 2 сентября аренда Эдвардса в «Нью-Йорк Ред Буллз» была завершена досрочно.
1 сентября 2022 года Эдвардс отправился в аренду в клуб Лиги один «Барнсли» до конца сезона 2022/23. За «Барнсли» дебютировал 17 сентября в матче против «Кембридж Юнайтед».
В сентябре 2018 года Эдвардс вызывался в сборную Англии до 20 лет на матчи Under 20 Elite League.